# مارتن كوهل
مارتن كوهل (بالإنجليزية: Martin Kuhl)‏ هو لاعب كرة قدم ومدرب كرة قدم بريطاني في مركز الوسط، ولد في 10 يناير 1965 في فريملي في المملكة المتحدة. لعب مع برمنغهام سيتي وديربي كاونتي وشيفيلد يونايتد ونادي ألدرشوت تاون ونادي بريستول سيتي ونادي بورتسموث ونادي فارنبوروه ونادي واتفورد ونوتس كاونتي.

## وصلات خارجية
- مارتن كوهل على موقع قاعدة بيانات كرة القدم.إي يو (الإنجليزية)
- مارتن كوهل على موقع Soccerbase.com (لاعب) (الإنجليزية)